# ノルウェー宇宙センター
ノルウェー宇宙センター（ノルウェーうちゅうセンター、Norsk Romsenter、英: Norwegian Space Centre, NSC）は、ノルウェーの宇宙機関である。

## 概要
NSCはノルウェー通商産業省（en）下の国家宇宙機関として1987年に設立された。本部はオスロに位置する。1987年ノルウェーは欧州宇宙機関（ESA）に加盟し、宇宙関連活動の多くはESAの下で行われている。
ESAはひのでプロジェクトに参加しており、NSCは国内のオスロ大学と共に科学データ受信を支援している。
ノルウェーは気球および観測ロケットの射場として、アンドーヤロケット発射場を保有しており、NSCは90%を出資して運用している。